# A Soy Luna szereplőinek listája
Az itt látható listán azok a szereplők láthatóak, akik az Soy Luna című argentin sorozatban szerepelnek.

## Főszereplők[1]

### Luna Valente / Sol Benson
Karol Sevilla játssza a sorozatban, szinkronhangja Györke Laura. Születési neve Sol Benson. Lili és Bernie Benson vér szerinti lánya, Miguel és Monica Valente fogadott lánya, Alfredo unokája, Sharon unokahúga, Nina és Simon legjobb barátja, és Matteo szerelme. Édes és kedves fiatal lány, akinek hatalmas szenvedélye van a görkorcsolyázás iránt.

### Matteo Balsano
Ruggero Pasquarelli játssza a sorozatban, szinkronhangja Császár András. Ámbár exfiúja, Gaston legjobb barátja, valamint Luna szerelme. Luna "Dinnyefejnek" hívja őt, amiért nagyképű és azt hiszi, a világ csak körülötte forog. Nagyon sokszor azonban képes jó döntéseket is hozni, ez főleg a Lunával való kapcsolata által mutatkozik meg. Nagyon jó görkoris, és tehetséges énekes.

### Ámbar Smith
Ámbár Smith zárkózott lányValentina Zenere játssza a sorozatban, szinkronhangja Vadász Bea. Sharon keresztlánya, Sylvana lánya, Delfi és Jázmin legjobb barátja a 2. évadig utána Emilia legjobb barátja lesz , és Luna legfőbb riválisa. Lunát mindig "Lunítának" hívja, és feltett szándéka, hogy eltüntesse a lányt az életéből. Aljas húzásokkal igyekszik mindig ártani neki, de a tervei rendre balul sülnek el. Titokban irigyli Luna szüleinek gondviselését és szeretetét. Sol Bensonnak adja ki magát Sharon kérésére.

### Simón Álvarez
Michael Ronda játssza a sorozatban, szinkronhangja Baráth István. Luna legjobb barátja Mexikóból, egészen kicsi kora óta, sokáig együtt dolgoztak a GörBurgerben is. Szerelmes Lunába, és egy ideig járt is vele, de szakítottak, miután rájött, hogy Luna nem képes ugyanúgy érezni iránta, mint ő Luna iránt. Matteóval feszült viszonyban vannak sokáig, de végül barátok lesznek. Pedróval és Nicóval együtt a Roller Band tagja, gitáros. A 2. évadban beleszeret Ámbárba aki végül viszonozza az érzéseit.

### Delfina „Delfi” Alzamendi
Malena Ratner játssza a sorozatban, szinkronhangja Kántor Kitty. Ámbár és Jázmin legjobb barátnője, és a Fab & Chic blog vezetője. Kezdetben Gastonba szerelmes, de később Pedro szerelme lesz. Hűséges Ámbárhoz, de néha szembeszáll vele, és saját döntést hoz.

### Gastón Perida
Agustín Bernasconi játssza a sorozatban, szinkronhangja Morvay Gábor. Matteo legjobb barátja és osztálytársa a Blake Shouth College-ban. Jó táncos és jó görkoris. Szerelmes lesz Felicity For Now-ba, akiről csak később tudja meg , hogy valójában Nina.

### Jazmín Gorjesi
Katja Martínez játssza a sorozatban, szinkronhangja Pekár Adrienn. Ámbár és Delfi legjobb barátnője, a Fab & Chic blog másik vezetője de a 2.évad végén a  jazmin blog vezetője lesz. Igazi divatmegszállott, valamint néha kicsit szeleburdi, de ezt mindig igyekszik leplezni bájos természetével.

### Jimena „Jim” Medina
Ana Jara játssza a sorozatban, szinkronhangja Lamboni Anna. Yam legjobb barátnője, és osztálytársa, Nina, és Luna egyik barátja, szerelmes Nicóba.De a végén szingli lesz

### Ramiro Ponce
Jorge López játssza a sorozatban, szinkronhangja Molnár Levente. Gaston és Matteo osztálytársa és barátja, tehetséges görkoris, bár eléggé öntelt. Szerelmes lesz Yamba. De a 3. évadában átáll a sötét oldalra, de megbánja és vissza megy a régi csapathoz és barátaihoz.

### Yamila „Yam” Sánchez
Chiara Parravicini játssza a sorozatban, szinkronhangja Czető Zsanett. Jim legjobb barátnője, és osztálytársa, Nina és Luna egyik barátja, és Ramiro szerelme.

### Pedro Arias
Gastón Vietto játssza a sorozatban, szinkronhangja Király Dániel. Pincér a Jam & Roller-ben, a Roller Band dobosa, Simón és Nico legjobb barátja. Szerelmes lesz Delfibe.

### Nicolás „Nico” Avarro
Lionel Ferro játssza a sorozatban, szinkronhangja Borbíró András. Pincér a Jam & Roller-ben, a Roller Band egyik gitárosa, Simón és Pedro legjobb barátja. Jim szerelme. De a 3. évadban Ada pasija lesz.

### Nina Simonetti
Carolina Kopelioff játssza a sorozatban, szinkronhangja Károlyi Lili. Ana és Ricardo lánya, Luna legjobb barátnője, és Gastón szerelme. Szorgalmas, okos tanuló, de nagyon félénk is. Felicity For Now álnéven ír egy blogot is, ami nagyon népszerű, de mások előtt nem meri felvállalni titkos identitását.

### Eric
Jandino játssza a sorozatban, szinkronhangja Berkes Bence. A JemRollerben dolgozik és Nina pasija lesz.

### Emilia
Giovanna Reynaud játssza a sorozatban, szinkronhangja Szabó Zselyke. Ámbár legjobb barátja. A 2. évadvégén Ámbárral beledobják Luna görkorcsolyáját a tengerbe. Majd utána ugranak a tengerbe. Az egyik főgonosznő.

### Benicio
Lino Di Nuzzo játssza a sorozatban, szinkronhangja Csiby Gergely. Ambár pasija, de Ambár elhagyja és visszamegy Simonhoz. De a végén Emilia barátja lesz.

### Tamara Ríos
Luz Cipriota játssza a sorozatban, szinkronhangja Hábermann Lívia. A Jam & Roller ügyintézője, a srácok görkoriedzője, az Open Music rendezvények vezetője. A 2. évadban elmegy, így a feladatköreit átadja Lunának.

### Juliana
Estela Ribeiro játssza a sorozatban, szinkronhangja Orosz Anna. A Jam&Roller új görkorcsolyaedzője a 2. évadtól. Szigorú és következetes, és igyekszik a maximumot kihozni mindenkiből.

### Sharon Benson
Lucila Gandolfo játssza a sorozatban, szinkronhangja Kovács Nóra. A Benson villa tulajdonosa, Alfredo lánya, Lili nővére, Bernie sógora, Ámbár keresztanyja, és Luna nagynénje. Rideg és szeszélyes nőszemély, aki mérhetetlenül félti a vagyonát, és mikor megtudja, hogy az unokahúga, Sol Benson életben van mindenáron meg akarja tudni a hollétét. A 2. évadban, mikor Sol kilétére fény derül igyekszik eltitkolni Luna elől az igazságot. A 3. évadban sokszor váltott nevet és külsőt: először Victoria Soreda volt a neve, a haja rövid, másodszor Vanesa Frost bőrébe bújt, a haja hosszú és vörös volt. Minden vágya volt, hogy visszaszerezze a széf kulcsát és megszerezze a tartalmát.

### Reinaldo „Rey” Guitierrez
Rodrigo Pedreira játssza a sorozatban, szinkronhangja Jakab Csaba. Sharon személyi asszisztense és legfőbb bizalmasa, akinek Sharon utasítása szerint fő feladata megtalálni Sol Bensont. Titokban szerelmes Sharonba. A 2. évad végén Sharon ellen fordul, és segít Alfredónak, hogy közelebb kerüljön az unokájához.

### Miguel Valente
David Murí játssza a sorozatban, szinkronhangja Varga Gábor. Monica férje és Luna fogadott apja, személyzeti vezető a Benson villában. Nagyon szereti a családját és a lányát, Lunával szoros kapcsolatot ápol, és még a múltjának kiderítésében is segíti őt.

### Mónica Valente
Ana Carolina Valsagna játssza a sorozatban, szinkronhangja Kisfalvi Krisztina. Miguel felesége, és Luna fogadott anyja, szakácsnő a Benson-villában. Ő is nagyon szereti a családját és a lányát, de sokszor ösztönzi arra Lunát, hogy görkorcsolyázás helyett inkább tanuljon, mert szép jövőt akar neki.

### Alfredo Benson
Roberto Carnaghi játssza a sorozatban, szinkronhangja Szersén Gyula. Lili és Sharon édesapja, Bernie apósa, és Luna nagyapja. A 2. évadban beköltözik a Benson villába hajlott egészsége miatt, és alaposan megváltoztatja a ház dinamikáját. Kedves, vicces természetével hamar szoros kapcsolatba kerül Lunával.

### Tino
Diego Sassi Alcalá játssza a sorozatban, szinkronhangja Bardóczy Attila. Limuzinsofőr a Benson villánál. Kezdetben ápolóként dolgozott abban az otthonban, ahol Roberto Muñoz meghalt, így a birtokában lévő információk fényében kell a villában dolgoznia, a barátjával Catoval együtt. Mindketten nagyon ostobák, ami többször megnyilvánul.

### Cato
Germán Tripel játssza a sorozatban, szinkronhangja Horváth-Töreki Gergely. Karbantartó a Benson villában, korábban ápoló volt Tinóval együtt, ő is nagyon ostoba, de ugyanakkor ábrándos lelkű is. Szerelmes Amandába.

### Amanda
Antonella Querzoli játssza a sorozatban, szinkronhangja Koncz-Kiss Anikó. A Benson villa házvezetőnője, rendes és szabálykövető. Cato udvarlása néha idegesíti, de titokban tetszik is neki.

### Maggie
Vicky Suarez Battan játssza a sorozatban, szinkronhangja Gyöngy Zsuzsa. Rey baratnője lesz

### Ricardo Simonetti
Ezequiel Rodríguez játssza a sorozatban, szinkronhangja Horváth Illés. Nina édesapja, Ana exférje, Mora szerelme. Videójáték tervező, kicsit szétszórt, habókos, de egyébként szerető és mulatságos apa.

### Ana Castro
Caro Ibarra játssza a sorozatban, szinkronhangja Zakariás Éva. Nina édesanyja, Ricardo exneje, és Mora barátnője. Ügyvéd, aki a férje teljes ellentéte, rendezett és nagyon határozott, néha túlféltő a lányával szemben, de nagyon szereti őt.

### Mora Barza
Paula Kohan játssza a sorozatban, szinkronhangja Kiss Erika. Ana legjobb barátja, és Ricardo szerelme. Híres divattervező, akinek több külföldi kapcsolata is van. Igen szabadszelleműen éli az életét.

### Gary López
Joaquín Berthold játssza a sorozatban, szinkronhangja Posta Victor. Szigorú, és beleszeret Nina anyukájába (Anába).

## Mellékszereplők[1]

### Sol Benson
Renata Iglesias játssza a sorozatban, nem szólal meg. Luna fiatalkori énje. Legtöbbször akkor ábrázolják, ha Lunának álmai vannak a múltjával kapcsolatban.

### Lili Benson
Sofía González játssza a sorozatban, nem szólal meg. Alfredo kisebbik lánya, Sharon húga, Bernie néhai felesége, és Luna vér szerinti anyja. Ábrázolják képeken, illetve többször feltűnik Luna álmaiban.

### Sylvana Arian
Micaela Tabanera játssza a sorozatban, szinkronhangja F. Nagy Erika. Ámbar biológiai anyja, aki hosszú évek után megpróbál újra kapcsolatba kerülni a lányával.

### Xavi
Gabriel Calamari játssza a sorozatban, szinkronhangja Szolnoki Balázs. Egy fiatal brazil művész, aki szerelmes lesz Ninába.

### Flor
Thelma Fardin játssza a sorozatban, szinkronhangja Tamási Nikolett. Matteo unokatestvére, aki Párizsban él. Tetszik neki Nico.

### Jefa de Enfermería
Andrea Lovera játssza a sorozatban, szinkronhangja Tóth Dorottya. Főnővér az öregek otthonában, ahol Tino és Cato dolgozott.

### Señora Rodríguez
Eva Adanaylo játssza a sorozatban, szinkronhangja Halász Aranka. Idős, már kissé zavarodott elméjű asszony, aki együtt élt Robertóval az öregotthonban, és tud egyet, s mást Luna múltjáról.

### Sebastián Villalobos
Sebastián Villalobos játssza a sorozatban, szinkronhangja Pavletits Béla. Híres YouTube-er, táncos és énekes, segít beindítani Ámbár zenei karrierjét, illetve később Lunának is segít az éneklésben.

### Victorino Wang
Luis Asato játssza a sorozatban, szinkronhangja Pálfai Péter. Egy híres ékszerész, ő készítette Luna medálját.

### Bernie Benson
Boris Bakst játssza a sorozatban, nem szólal meg. Lili néhai férje, Alfredo veje, Sharon sógora, és Luna vér szerinti apja. Csupán képeken ábrázolják, illetve sokszor említik.

### Roberto Muñoz
Marcelo Bucossi játssza a sorozatban, szinkronhangja Barbinek Péter. A Benson-villa egy régi alkalmazottja, aki a tűzeset idején kimenekítette Lunát, és Mexikóba vitte egy árvaházba. Közvetlenül a sorozat elején meghal.

### Mariano
Tomás de las Heras játssza a sorozatban, szinkronhangja Moser Károly. Tamara exbarátja, és riválisa a Jam & Roller-nek, megpróbálja a Roller csapatát szabotálni.

### Daniela
Sol Moreno játssza a sorozatban, szinkronhangja Gulás Fanni. Simón régi ismerőse, és egy ideig a barátnője, de végül szakítanak. Nem kedveli Lunát, és megpróbálja őt elválasztani Simóntól.

### Arcade
Santiago Stieben játssza a sorozatban, szinkronhangja Előd Álmos. Egy internethíresség, akit Jázmin igyekszik megnyerni, hogy népszerűsítse a Fab & Chic-et. Jázmin rövid ideig szerelmes lesz belé .

### Mar
Giuliana Scaglione játssza a sorozatban, szinkronhangja ? Egy utcai görkorcsolya csapat tagja , szerelmes lesz Simónba.

### Verónica "Vero"
Josefina Pieres játssza a sorozatban, szinkronhangja ? Az Electro Power tagja, Ramiro egy ideig szerelmes lesz belé.

### Clara Sánchez
Lucrecia Gelardi játssza a sorozatban, szinkronhangja ?

### Darío Barassi
Darío Barassi játssza a sorozatban, szinkronhangja ?

### Willy Star
Leo Trento játssza a sorozatban, szinkronhangja Karácsonyi Zoltán. Egy kontár görkorcsolyaedző, aki tévedésből kerül a Jam&Roller-hez.

### Santi Owen
Samuel Nascimento játssza a sorozatban, szinkronhangja Fehér Tibor. Egy híres zenei producer, aki nagy érdeklődést mutat a Roller Band iránt.

### Ada és Eva
Candelaria Molfese játssza a sorozatban, szinkronhangja Nemes Takách Kata. A második évadban szerepelnek. Ikerpár, akik közül Evát Juliana hozza el a RollerBand csapatához hogy velük énekeljen. A lányok ikerségüket titkolva felváltva vesznek részt a próbákon, Nico egy idő után Ada, Pedro pedig Eva személyiségébe szeret bele, ami konfliktust szül a két fiú között. Amikor a titokra fény derül, a lányok elmennek a Rollerből. Ada visszatér a harmadik évadban is, összejön Nicóval, majd együtt New Yorkba költöznek.

### Paula
Julieta Nair Calvo játssza a sorozatban, szinkronhangja Györfi Laura. Paula a Vidia közösségmédia-menedzsere, ő felel a Roller Band közösségi hálón való jelenlétéért.

### Fernanda
Sheila Piccolo játssza a sorozatban, szinkronhangja Bogdányi Titanilla. Matteo egyik ismerőse az ,,Adrenalin" csapatból, aki rövid ideig a fiú ál-barátnője lesz.

### Rosales
William Patrick játssza a sorozatban, szinkronhangja Szabó Máté. A Vidia menedzsere, aki a Rollerel közös ügyeket intézi.

### Percepción
Adriana Perewoski játssza a sorozatban, szinkronhangja Kokas Piroska. Egy jósnő, akit Luna és Nina keresnek fel, hátha többet tudnak meg tőle Luna medáljával kapcsolatban.

### A VIDIA főnöke
Luciano Correa játssza a sorozatban, szinkronhangja Seszták Szabolcs. A Vidia elnöke, aki a tűzbaleset után vonakodva, de engedélyezi a Jam&Roller további működtetését.

### Sofia Carson
Sofia Carson játssza a sorozatban, szinkronhangja Sipos Eszter Anna. Amerikai színésznő, aki Mora meghívására látogat el a Rollerbe.

### Soraya
Verónica Segura játssza a sorozatban, szinkronhangja Gyöngy Zsuzsa. Luna és Simón régi főnöke a GörBurgernél.

### Dani Martins
Dani Martins játssza a sorozatban, szinkronhangja Hegedűs Miklós. A páros görkorcsolya világbajnokság házigazdája, amelyre a Roller benevez az első évadban.

### Olga
Mirta Wons játssza a sorozatban, szinkronhangja Rátonyi Hajni. Amanda unokatestvére, egyszer randizik Tinoval. A színésznő ugyanabban a szerepben tűnik fel, mint, amit a Violettában alakít.

### Señor Balsano
Roberto Ottini játssza a sorozatban, Matteo édesapja. A 2. és 3. évadban jelenik meg.

### Rocco
Ignacio Heredia játssza a sorozatban, szinkronhangja ?

### Pablo
Gabriel Epstein játssza a sorozatban, szinkronhangja ?

### Elena
Cristina Allende játssza a sorozatban, szinkronhangja Menszátor Magdolna. Egy színésznő, akit Sharon bérel fel, hogy eljátssza Alfredo előtt, hogy ő Rosa de las Marias, Alfredo fiatalkori szerelme, és ezáltal eltávolítsák őt a villából.

### Bruno
Bruno Heder játssza a sorozatban, Matteo és Simón menedzsere, miután megnyerték az Opent.

### Martina Stoessel
Martina Stoessel játssza a sorozatban, szinkronhangja Csuha Borbála. A Violetta tévésorozat sztárja, Luna ismerőse, a 2. évadban tűnik fel.

### Camila Fernández
Camila Fernández játssza a sorozatban, a második évadban jelenik meg, önmagaként. Bruno arra kéri, játsszon el egy románcot Matteóval. Énekel egy dalt Matteóval és Simónnal is.

### Sabrina Carpenter
Sabrina Carpenter játssza a sorozatban, szinkronhangja Molnár Ilona. Amerikai énekesnő, színésznő, vendégségbe érkezik a Rollerbe és együtt görkorizik a csapattal.

### Patricio
Francisco Ortiz játssza a sorozatban, szinkronhangja ?

### Ami Rodríguez
Ami Rodríguez játssza a sorozatban, szinkronhangja ?

### Emma
Mia Jenkins játssza a sorozatban, szinkronhangja ?

### Michel
Esteban Velásquez játssza a sorozatban, szinkronhangja Gacsal Ádám

### Sebastián "Seba" López
Juan Ciancio játssza a sorozatban, szinkronhangja ?

### Felipe Mendevilla
Mauro Alvarez játssza a sorozatban, szinkronhangja ?

### Dove Cameron
Dove Cameron játssza a sorozatban, szinkronhangja ?